# Golpe de Estado na Venezuela de 2002
Uma tentativa falha de golpe de estado em 11 de abril de 2002 levou o presidente da Venezuela, Hugo Chávez, a ser afastado do poder por 47 horas antes de ser restaurado ao poder. Chávez foi ajudado em seu retorno ao poder por apoio popular e mobilização contra o golpe por fileiras leais no exército. No início de 2002, a taxa de aprovação de Chávez havia caído para cerca de 30%, com muitos líderes empresariais, religiosos e da mídia sentindo que o uso dos poderes de emergência por Chávez para contornar a Assembleia Nacional e instituir significativas mudanças governamentais o tornava um "ditador em formação". Enquanto isso, a crescente insatisfação com Chávez entre os militares devido ao seu modo agressivo e alianças com Cuba e paramilitares levou vários oficiais a pedir a renúncia de Chávez. Manifestações e contra-manifestações ocorriam semanalmente, à medida que o país tornava-se cada vez mais dividido, enquanto a mídia privada veiculava constantemente histórias negativas sobre Chávez. Oficiais militares aposentados, ex-políticos, líderes sindicais e porta-vozes da Igreja Católica afirmaram ter apoio militar para remover Chávez do poder, e um relatório de inteligência da CIA de 6 de abril alertou que os conspiradores tentariam explorar a agitação social proveniente das próximas manifestações da oposição para sua remoção. Oficiais americanos alertaram Chávez sobre uma provável tentativa de golpe, embora Chávez tenha ignorado seus avisos.
As tensões pioraram em 7 de abril, quando Chávez demitiu o presidente da PDVSA, Guaicaipuro Lameda Montero, e 5 dos 7 membros do conselho de administração, zombando de cada um na televisão nacional pelo nome e apitando um apito de árbitro, como se fosse expulsá-los de uma partida de futebol. Em 9 de abril, uma greve geral foi convocada pela organização sindical Federação Nacional de Sindicatos (Confederación de Trabajadores de Venezuela, CTV). A greve proposta foi em resposta às nomeações de Chávez para cargos proeminentes na companhia nacional de petróleo da Venezuela, PDVSA. Dois dias depois em Caracas, até um milhão de venezuelanos marcharam em oposição a Chávez. Após parar em seu ponto final original, a marcha continuou em direção ao palácio presidencial, Miraflores, onde apoiadores do governo e Círculos Bolivarianos realizavam seu próprio comício. Com a chegada da oposição, os dois lados se confrontaram. Um tiroteio começou na Passarela Llaguno, perto do Palácio de Miraflores, e naquela noite 19 pessoas estavam mortas. Chávez ordenou a implementação do Plan Ávila, um plano militar para mobilizar uma força de emergência para proteger o palácio no caso de um golpe. Como o plano resultou na morte de centenas de venezuelanos durante o Caracazo, o alto comando militar recusou e exigiu sua renúncia. O presidente Chávez foi posteriormente preso pelos militares. O pedido de asilo de Chávez em Cuba foi negado, e ele foi ordenado a ser julgado em um tribunal venezuelano.
O presidente da Federação Venezuelana de Câmaras de Comércio (Fedecámaras), Pedro Carmona, foi declarado presidente interino. Durante seu breve mandato, a Assembleia Nacional e a Suprema Corte foram ambas dissolvidas e a Constituição de 1999 do país foi declarada nula, comprometendo-se a retornar ao sistema parlamentar bicameral pré-1999, eleições parlamentares até dezembro e eleições presidenciais nas quais ele não se candidataria. No dia 13, o golpe estava à beira do colapso, pois as tentativas de Carmona de desfazer totalmente as reformas de Chávez irritaram grande parte do público e setores-chave das forças armadas, enquanto partes do movimento de oposição também se recusaram a apoiar Carmona. Em Caracas, apoiadores de Chávez cercaram o palácio presidencial, tomaram estações de televisão e exigiram seu retorno. Carmona renunciou na mesma noite. A Guarda Presidencial pró-Chávez retomou Miraflores sem disparar um tiro, levando à remoção do governo Carmona e à reinstalação de Chávez como presidente.
Em 15 de janeiro de 2004, durante um discurso perante a Assembleia Nacional, Chávez admitiria posteriormente que provocou deliberadamente uma crise com suas ações, declarando que "o que aconteceu com a PDVSA foi necessário" e "quando peguei o apito em um Aló Presidente e comecei a demitir pessoas, estava provocando a crise".

## Contexto
Chávez foi eleito presidente pela primeira vez em 1998. Uma de suas promessas de campanha foi convocar uma nova convenção constitucional, e em 15 de dezembro de 1999 submeteu a nova Constituição da Venezuela aos eleitores em um referendo, que foi aprovado com 71,78% dos votos populares. Após o referendo constitucional de 1999, Chávez foi reeleito em 2000 sob os termos da nova constituição. Após estas eleições, Chávez ganhou controle sobre todas as instituições independentes do governo venezuelano. A popularidade de Chávez então caiu devido aos seus conflitos com vários grupos sociais que ele havia alienado e seus laços estreitos com líderes mundiais controversos como Mohammad Khatami, Saddam Hussein, Muammar Gaddafi e especialmente Fidel Castro.

"Saia para a rua e olhe para mim! Quanto mais sujeira você jogar em mim, mais jogarei em você. É quem eu sou."

Hugo Chávez, 2001
Chávez usou uma estratégia de polarização na Venezuela, uma situação de nós contra eles, para singularizar aqueles que se opunham ao seu progresso. Ele insultava e usava termos pejorativos contra apoiadores originais que o questionavam; a mídia, líderes empresariais, a Igreja Católica e a classe média. Tais "palavras geravam ódio e polarização", com Chávez, "um mestre da linguagem e comunicação", criando sua própria realidade entre os venezuelanos. Nelson diz que o que mais prejudicou a popularidade de Chávez foi sua relação com Fidel Castro e Cuba, com Chávez tentando fazer da Venezuela uma imagem de Cuba. A Venezuela tornou-se o maior parceiro comercial de Cuba, enquanto Chávez, seguindo o exemplo de Castro, consolidou o legislativo bicameral do país em uma única Assembleia Nacional que lhe deu mais poder, e criou grupos comunitários de apoiadores leais supostamente treinados como paramilitares. Tais ações criaram grande medo entre os venezuelanos, que sentiam que haviam sido enganados e que Chávez tinha objetivos ditatoriais.
A oposição ao governo Chávez era então particularmente forte, especialmente entre aqueles que estiveram anteriormente no governo antes da eleição de Chávez. A mídia independente tornou-se o principal controle sobre Chávez depois que ele assumiu o controle da maior parte do governo venezuelano, com a mídia venezuelana atuando como outras formas de mídia na América Latina na época, que exigiam responsabilidade por abusos governamentais e exposição de corrupção. A oposição estava preocupada com Chávez porque acreditavam que suas reescritas na constituição da Venezuela eram sinais de que Chávez estava tentando manter o poder através do autoritarismo. No início de 2002, também houve crescentes sinais de descontentamento no exército; em fevereiro, quatro oficiais militares, incluindo um general e um almirante, pediram publicamente a renúncia de Chávez. Em 7 de fevereiro de 2002, o Coronel da Força Aérea Venezuelana Pedro Vicente Soto e o Capitão da Reserva Nacional da Venezuela Pedro Flores Rivero lideraram um comício protestando contra as práticas do governo Chávez denunciadas como antidemocráticas e autoritárias. O Almirante Carlos Molina Tamayo disse na televisão que, se Chávez não renunciasse, ele deveria ser impugnado.

### Tensões crescentes
A oposição a Chávez originou-se da resposta à "cubanização" da Venezuela, quando mães perceberam que os novos livros didáticos na Venezuela eram, na verdade, livros cubanos repletos de propaganda revolucionária e com capas diferentes, levando-as a protestar. Nos meses de verão de 2001, os grupos de oposição cresceram rapidamente, passando de mães preocupadas a sindicatos, interesses empresariais, grupos religiosos e partidos políticos de direita e esquerda, que sentiam que estavam sendo isolados. Ao mesmo tempo, grupos de apoio a Chávez se organizaram, especialmente entre os pobres, com sua paixão por Chávez beirando a idolatria, pois ele lhes deu esperança e sensação de valor.

#### Lei Habilitante
Em 2000, a Assembleia Nacional pró-Chávez concedeu ao Presidente Chávez poderes de emergência e a capacidade de governar por decreto através de uma lei habilitante para atender ao pobre estado da economia. Em 13 de novembro de 2001, Chávez aprovou um pacote de 49 leis, usando a lei habilitante que estava prevista para expirar no dia seguinte, tais como reorganizar ministérios públicos e também mudar leis importantes no governo, empresas de petróleo e uso da terra sem a aprovação da Assembleia Nacional. As leis "marcaram um ponto de virada no sentimento público em relação ao presidente", com apoiadores e críticos de Chávez indignados com as mudanças. Dois decretos em particular provocaram protestos: uma lei destinada a fortalecer o controle do governo sobre a empresa petrolífera PDVSA e uma lei de reforma agrária mais controversa, que incluía disposições para a expropriação de terras "ociosas". Embora o governo tenha afirmado que forneceria aos proprietários anteriores uma compensação pelos valores de mercado, as leis de terras introduzidas por Chávez foram tão vagamente redigidas que o governo poderia legalmente expropriar qualquer propriedade que desejasse tomar. Enquanto parte da terra foi genuinamente concedida aos vulneráveis, muito dela foi usado em um sistema de patronato para membros do partido leais a Chávez.
McCaughan descreveu as 49 leis como o "plus ultra non", o "ponto de não retorno nas relações conturbadas de Chávez com líderes empresariais, religiosos e da mídia". Para a oposição, tais mudanças drásticas no governo provaram para eles que Chávez era um "ditador em formação". Em 10 de dezembro de 2001, uma greve nacional paralisou 90% da economia e foi a maior greve na história da Venezuela, maior do que a greve que ajudou a encerrar a ditadura de Marcos Pérez Jiménez em 1958. Em janeiro de 2002, protestos envolvendo centenas de milhares de venezuelanos opondo-se a Chávez tornaram-se comuns na Venezuela.

#### Petróleos de Venezuela (PDVSA)
Em março de 2002, Petróleos de Venezuela (PDVSA), a empresa petrolífera estatal que atuava autonomamente e representava 70% da receita estrangeira da Venezuela, foi alvo de Chávez por temor da capacidade da oposição de convocar greves nacionais e estava prestes a receber um controle estrito do governo. As tentativas de Chávez de acabar com a independência funcional da PDVSA foram recebidas com forte resistência de oficiais e gerentes da PDVSA.
Em 7 de abril, Chávez demitiu o Presidente da PDVSA, Brigadeiro-General Guaicaipuro Lameda Montero e o substituiu por um ex-militante do Partido Comunista, além de demitir outros 5 dos 7 membros do conselho diretor da PDVSA em seu programa Aló Presidente, zombando de cada trabalhador pelo nome e usando um apito de árbitro, como se estivesse expulsando-os de uma partida de futebol. Tais ações de Chávez causaram novos desenvolvimentos de oposição com uma série de paralisações e desacelerações no trabalho.
The Washington Times observou que Chávez havia "sufocado o investimento estrangeiro ao dobrar os pagamentos de royalties que as empresas petrolíferas devem fazer ao governo e ao restringir a propriedade corporativa em alguns projetos de petróleo a 49%", e havia "alienado os trabalhadores da empresa estatal de petróleo de seu país, Petróleos de Venezuela, substituindo profissionais de longa data por seus apoiadores". No início de 2002, a taxa de aprovação de Chávez caiu para cerca de 30%. Essa ação, de acordo com The Los Angeles Times, "unificou todas as forças anti-Chávez", unindo o líder sindical Carlos Ortega, chefe da Confederação dos Trabalhadores da Venezuela (Confederación de Trabajadores de Venezuela, CTV, em espanhol), com Pedro Carmona Estanga, chefe da principal federação empresarial da Venezuela, Fedecámaras, em um chamado para uma "greve geral por tempo indeterminado" em apoio aos trabalhadores do petróleo.

#### Militares
O exército existente tornou-se desconfiado de Chávez devido à sua relação com Fidel Castro e o grupo guerrilheiro colombiano FARC, que antes lhes foi ensinado que "eram a maior ameaça para seu país". O exército sentiu que, após lutar contra a influência de Castro, grupos guerrilheiros e tentativas de derrubar governos venezuelanos anteriores para expandir sua presença revolucionária desde a década de 1960, eles finalmente perderam quando Chávez chegou ao poder. Chávez promoveu guerrilheiros no exército venezuelano e forçou os desconfiados militares existentes a auxiliá-los. Uma das ações mais controversas que gerou descontentamento dentro do exército foi quando Chávez os forçou a ajudar as FARC a estabelecer acampamentos em territórios venezuelanos, fornecendo munição para combater o governo colombiano, fornecendo cartões de identidade para que pudessem se mover livremente pela Venezuela e enviando membros dos Círculos Bolivarianos para seus campos para receber treinamento guerrilheiro. A medida mais controversa tomada por Chávez foi ordenar que o exército existente trabalhasse com o exército cubano, com o exército venezuelano e as agências de inteligência forçados a abrir suas bases, arquivos e discos rígidos para seus homólogos cubanos, criando um sentimento de traição por Chávez.
O "ressentimento latente no exército" foi articulado publicamente por quatro oficiais de alto escalão, incluindo o Gen. da Força Aérea Román Gómez Ruiz, que pediu a Chávez para "renunciar pacificamente e assumir a responsabilidade por sua falha". Chávez respondeu declarando esses oficiais como traidores, ordenando suas prisões e forçando suas renúncias. The Chicago Tribune mais tarde relatou que, embora o público em geral venezuelano não estivesse ciente, a indústria do petróleo do país estava se aproximando do fim de uma desaceleração de trabalho de seis semanas e o governo de Chávez e os executivos de petróleo haviam concordado que membros de um conselho de petróleo escolhido por Chávez renunciariam. "Mas líderes trabalhistas e empresariais, que haviam se juntado em segredo com oficiais militares dissidentes em uma tentativa de depor Chávez, decidiram que o momento havia chegado para seguir em frente", manteve o jornal. "Os intelectuais e profissionais da classe média que inicialmente se deliciaram com o discurso de Chávez sobre restaurar a 'honra nacional', observou Sandra Hernandez mais tarde em The Los Angeles Times, "assistiram com consternação enquanto os apoiadores de Chávez formavam 'círculos bolivarianos', grupos de músculos que intimidavam os oponentes do governo com ameaças de dano físico". Durante o ano ou algo assim antes do golpe, Chávez "basicamente desdenhou" de seus oponentes, afirmou um consultor político. Muitos opositores de Chávez sentiram que seu comportamento era autodestrutivo e que ele acabaria "perdendo o poder através de meios constitucionais via Suprema Corte ou o parlamento". No entanto, de acordo com The New York Times, "oficiais militares descontentes vinham se reunindo entre si e com líderes empresariais por quase um ano para discutir maneiras de depor o Sr. Chávez". Estes oficiais militares "disseram que escolheriam o líder", disse um oficial, porque "Eles não queriam ser chamados de junta militar, mas queriam garantir que pelo menos uma pessoa militar estivesse no conselho de transição."

### Planejamento Avançado
Detalhes sobre um possível golpe foram abertamente discutidos na Venezuela por meses antes da tentativa de deposição, com grupos de ex-políticos, oficiais militares aposentados, líderes sindicais e porta-vozes da Igreja Católica alegando ter apoio dentro do exército para um possível golpe. "Os rumores de um golpe para depor Chávez", observou The Miami Herald, "estavam sendo sussurrados, se não gritados, por meses antes da revolta". Escrevendo sobre o período que antecedeu o golpe, Letta Tayler da Newsweek observou que "uma das poucas certezas" a respeito era "que líderes militares, empresariais, sindicais e cívicos vinham planejando a queda de Chávez por quase dois anos".
The Guardian relatou que já em 18 de março de 2002, "Chávez estava dizendo que sabia de uma trama" para depô-lo, e que nos dias anteriores a 11 de abril, "a temperatura política estava chegando ao ponto de ebulição", com petroleiros em greve "em protesto contra as nomeações de Chávez para o conselho" e a mídia intensificando suas críticas ao regime. The Chicago Tribune relatou que haviam rumores em Caracas "por semanas" sobre um golpe, com figuras militares como o vice-almirante da Marinha Carlos Molina e o coronel da Força Aérea Pedro Soto "construindo apoio ... nas forças armadas" para um golpe. Hernandez afirmou que no início de abril, "o golpe iminente ... era um segredo aberto". Em 9 de abril, o general aposentado Manuel Andara Clavier, um dos muitos oficiais militares aposentados que se opunham a Chávez, teria dito a ela: "A mesa está posta. ... Tudo está pronto para que o exército informe ao presidente que ele não pode forçar este país a derramar sangue".

#### Conhecimento e avisos dos EUA
Os Estados Unidos souberam dos detalhes sobre um possível golpe no final de 2001 devido à natureza dos indivíduos venezuelanos que abertamente planejavam derrubar o presidente Chávez. Generais que se opunham a Chávez notificaram funcionários dos EUA sobre o golpe iminente, com um funcionário observando que eles não estavam buscando a aprovação dos EUA, mas sim apenas fornecendo conhecimento prévio. Em março de 2002, poucos dias após o embaixador dos Estados Unidos na Venezuela, Charles Shapiro, começar seus deveres na Venezuela e apenas algumas semanas antes da tentativa de golpe, Shapiro encontrou-se com uma organização sindical. Durante esta reunião, o grupo compartilhou abertamente seu desejo de fazer parte do golpe, com o embaixador Shapiro informando-os de que os Estados Unidos não apoiariam tais ações e que a mudança governamental deveria ocorrer apenas eleitoralmente.
Em 6 de abril, a C.I.A. concluiu um relatório intitulado "Condições Amadurecendo para Tentativa de Golpe", escrevendo: "Facções militares dissidentes, incluindo alguns oficiais superiores descontentes e um grupo de jovens oficiais radicais, estão intensificando esforços para organizar um golpe contra o Presidente Chávez, possivelmente já neste mês." O relatório adicionalmente explicou como se esperava que o golpe acontecesse: "Para provocar ação militar, os conspiradores podem tentar explorar a agitação decorrente das manifestações de oposição previstas para o final deste mês."
A embaixada dos Estados Unidos na Venezuela informou Chávez sobre um possível golpe, embora Chávez tenha ignorado os avisos.

#### Preparações do Governo
Em 7 de abril, no mesmo dia em que o Presidente Chávez demitiu os oficiais da PDVSA, Chávez reuniu-se com seu gabinete e altos oficiais militares e iniciou a reunião chamando as ações da oposição de "traidoras" e perguntou aos presentes como contra-atacar tais ações. Logo surgiram discussões sobre como defender o Palácio de Miraflores. Foram feitas recomendações para declarar estado de emergência, iniciar a censura da televisão e declarar lei marcial. Chávez então começou a discutir o Plano Ávila com Manuel Rosendo, chefe do Comando Unificado das Forças Armadas Nacionais, e como implementá-lo, embora o comando militar não o tenha aceitado.
O Comando Tático, liderado por Cilia Flores,  es e Freddy Bernal (prefeito do Município Libertador), compartilhou planos de usar os Círculos Bolivarianos como uma força paramilitar para encerrar marchas e também defender Chávez organizando-os em brigadas. Outro plano era ter a Guarda Nacional invadindo os escritórios da PDVSA em Chuao e ocupando a empresa à força. Também discutiram o lançamento de uma campanha de desinformação na televisão pública e privada e fazer com que os lealistas do governo enchessem as rodovias com seus veículos e depois apresentassem as imagens na TV como se as pessoas estivessem ocupadas trabalhando como qualquer outro dia. Em outro plano para acabar com a greve, Gastón Parra, o presidente da PDVSA, sugeriu dar bônus aos empregados da PDVSA que optassem por não participar da greve.
Em uma discussão em 9 de abril entre o Ministro da Fazenda General Francisco Usón e o General Jacinto Pérez, Pérez acreditava que a Revolução Bolivariana estava em crise e precisava "se rejuvenescer". Pérez então declarou que a Revolução Bolivariana precisava ser "purificada com sangue", o que preocupou Usón já que Pérez "tinha a confiança do presidente". Ambas as discussões indignaram os generais, pois acreditavam que o governo venezuelano estava propondo violência contra o público, com o General Rosendo afirmando que parecia que "Chávez realmente queria um confronto, que ele havia provocado o conflito com a PDVSA para precipitar uma crise".
Pouco antes da tentativa de golpe, Alí Rodríguez Araque, um ex-guerrilheiro e aliado de Chávez então servindo em Viena como Secretário Geral da OPEP, supostamente soube de um potencial embargo de petróleo contra os Estados Unidos por Iraque e Líbia, devido ao apoio dos EUA para Israel. Rodríguez Araque informou Chávez de que os Estados Unidos poderiam incitar um golpe para evitar qualquer ameaça de embargo. O conselho levou Chávez a declarar que ele não se juntaria a tal embargo e a esconder secretamente várias centenas de tropas nos corredores subterrâneos de Miraflores, comandadas por José Baduel.

### Greves
Em 10 de dezembro, a oposição organizou uma greve geral de um dia, que se mostrou substancialmente eficaz. Jornais, locais de trabalho, escolas e a bolsa de valores fecharam, embora lojas em bairros mais pobres permanecessem abertas.[carece de fontes?] Em 5 de abril de 2002, a oposição à Chávez na PDVSA decidiu paralisar a empresa. Milhares de funcionários da PDVSA contrários a Chávez, bem como dois dos cinco principais terminais de exportação, foram paralisados. Em 6 de abril, a Confederación de Trabajadores de Venezuela (CTV) anunciou uma greve geral de 24 horas para 9 de abril, em apoio aos protestos da PDVSA. No dia seguinte, foi acompanhada pela Federação Venezuelana de Câmaras de Comércio, liderada por Pedro Carmona, e pela Fedepetrol, o maior sindicato operário petroleiro do país. Em 7 de abril, durante a transmissão do programa de televisão Aló Presidente, Chávez começou a nomear os executivos da PDVSA que anunciaram a greve, soprou ironicamente um apito de árbitro, e prosseguiu anunciando sua demissão. Ele demitiu sete executivos e forçou outros 12 a se aposentarem. As tensões continuaram a crescer em março e início de abril.
Dias após a demissão dos chefes da PDVSA, em 9 de abril, a greve geral foi moderadamente bem-sucedida e a produção de petróleo diminuiu. Jornais não foram publicados e as emissoras de televisão cancelaram a programação regular e comerciais para transmitir uma cobertura contínua da greve, incluindo anúncios de oposição das próprias emissoras. Os organizadores da greve declararam-na um sucesso, o que o governo contestou, e, em um esforço para mostrar sua versão dos eventos, ordenou uma série de cadenas (transmissões governamentais obrigatórias), mostrando a vida diária continuando (mais de 30 cadenas em 8 e 9 de abril). Na noite de 9 de abril, a greve foi estendida por mais 24 horas.
Em 10 de abril, a greve foi menos eficaz, com muitas escolas e empresas reabrindo. Assim como no dia anterior, a televisão forneceu cobertura contínua, e o governo interveio com cadenas – mas desta vez, as redes dividiram a tela, mostrando a cadena de um lado e sua cobertura da greve do outro. Na noite de 10 de abril, a Fedecámaras e a CTV realizaram uma coletiva de imprensa televisionada anunciando que a greve seria estendida por tempo indeterminado, votando unanimemente por um "comitê coordenador para democracia e liberdade" a fim de "resgatar a liberdade da Venezuela". A oposição então convocou uma marcha para a sede da PDVSA no dia seguinte. Na Assembleia Nacional, aqueles próximos a Chávez afirmaram que ele queria "moderação", embora se uma greve geral ilimitada fosse iniciada pela oposição, uma "violência não especificada ocorrerá". O General de Brigada Néstor González apareceu na televisão para exigir a renúncia de Chávez e emitir um ultimato.

### Marcha de 11 de Abril
A crise que desencadeou o golpe aconteceu quando "trabalhadores e líderes empresariais", irritados com a "interferência de Chávez na empresa estatal de petróleo", como descreveu o Chicago Tribune, se juntaram "convocando uma greve geral que reduziu as exportações" em apoio aos trabalhadores petroleiros em greve. A greve começou, segundo o The Washington Post, "como um protesto gerencial na empresa estatal de petróleo, mas evoluiu para um amplo esforço apoiado pelos maiores grupos empresariais e trabalhistas do país para forçar a saída de Chávez do poder." Após dias de greves gerais e protestos envolvendo milhares de venezuelanos, em 10 de abril, um discurso foi realizado na sede da CTV, onde a CTV e a Fedecámaras fizeram discursos envolvendo um General de Brigada denunciando o suposto envolvimento de Chávez com as FARC, e o anúncio de uma marcha no dia seguinte com a possibilidade de uma greve indefinida. A marcha de 11 de abril começaria às 9h00, partindo do Parque del Este e terminando na sede da PDVSA.
No dia 11 de abril, apenas algumas horas antes de uma operação para assumir o controle da PDVSA à força começar, o General Rosendo, ciente das consequências de tal ação, convenceu Chávez a desistir do plano. Mais tarde, naquele dia, centenas de milhares até milhões de venezuelanos marcharam até a sede da PDVSA para protestar contra a recente demissão do conselho de administração. Uma vez na sede, os presentes no comício começaram a cantar "Para Miraflores! Para Miraflores! Para Miraflores!", em referência ao Palácio de Miraflores. Em resposta, Carlos Ortega declarou: "Este rio humano agora está indo para Miraflores para pedir sua renúncia", referindo-se a Chávez. A Guarda Nacional, mais tarde, reprimiria a concentração em Chuao e, equipada com armas de fogo, confrontaria os manifestantes nas proximidades do Palácio de Miraflores.
Próximo ao Miraflores, uma linha de policiais e da Guarda Nacional conteve os manifestantes por um tempo, antes dos manifestantes avançarem. Chavistas pertencentes aos Círculos Bolivarianos, alguns com treinamento militar em Cuba, também estavam posicionados fora de Miraflores. Os Círculos estiveram posicionados fora do palácio durante a semana de agitação. Oficiais do governo usaram as horas que a marcha levou para viajar 5 milhas (8 km) até o palácio para chamar os lealistas para se reunir em Miraflores. O Deputado da Assembleia Nacional Juan Barreto disse aos lealistas por meio da mídia que cobria a situação: "O chamado é para Miraflores! Todos para Miraflores para defender sua revolução! Não os deixem passar!" Uma multidão de apoiadores do governo, em número menor mas ainda considerável em relação aos manifestantes anti-Chávez, chegou rapidamente vinda das favelas. Alguns apoiadores do governo, que começaram a se reunir, estavam armados com coquetel Molotov, pedras, paus, correntes, tacos de beisebol e canos de metal, e foram ignorados pela Guarda Nacional Venezuelana encarregada de defender Chávez. De acordo com o General Rosendo, o Ministro da Defesa José Vicente Rangel ordenou a Freddy Bernal que preparasse os Círculos Bolivarianos para atacar a manifestação da oposição.

"Rosendo, vamos dirigir as operações daqui [Miraflores] ... Plano Ávila ... E tenho minha espingarda pronta para atirar em qualquer um que tente parar esta revolução que me custou tanto."

Presidente Hugo Chávez
Por volta das 12:00pm, Chávez soube que a marcha estava a caminho e pediu a implementação de um plano militar para ocupar locais-chave na cidade. Plano Ávila, como era conhecido, existia para mobilizar uma força de emergência para proteger o palácio e prevenir um golpe. O plano foi usado pela primeira vez por Carlos Andrés Pérez durante o Caracazo, resultando na morte de centenas e possivelmente milhares de venezuelanos. Isso causou desconforto entre alguns militares, pois sabiam que Chávez estava violando a constituição que ele ajudou a criar ao ordenar ao Alto Comando que o exército controlasse os civis.

#### Eventos do Viaduto Llaguno
Por volta das 12:30 pm, milhares de apoiadores do governo estavam reunidos ao redor do palácio bloqueando todas as rotas para Miraflores, exceto o Viaduto Llaguno, onde os Círculos Bolivarianos se reuniram com vista para a rota. À medida que a marcha virava uma esquina e começava a se aproximar de Miraflores por volta das 2:00 pm, a Guarda Nacional disparou cerca de doze latas de gás lacrimogêneo por trás das muralhas do palácio e os manifestantes recuaram pela estrada. Os manifestantes chegaram mais perto de Miraflores e a Guarda Presidencial respondeu com mais gás lacrimogêneo. Cerca de 20 latas de gás causaram pânico e dispersão dos manifestantes para áreas ao redor do palácio.
Uma vez que outras rotas estavam bloqueadas pela Guarda Nacional, muitos manifestantes começaram a seguir pela Avenida Baralt para chegar a Miraflores. Na Avenida Baralt, perto do Viaduto Llaguno à medida que a marcha se aproximava, centenas de apoiadores de Chávez se reuniram e começaram a jogar grandes pedras, coquetéis Molotov e até gás lacrimogêneo nos manifestantes. Ao chegarem em Miraflores, os lados opostos foram inicialmente separados por duas forças: a Guarda Nacional leal a Chávez e a Polícia Metropolitana controlada pelo ex-prefeito de Caracas, Alfredo Pena, um ex-apoiador de Chávez que se juntou à oposição. Enquanto os manifestantes e os Chavistas entravam em confronto, a Polícia Metropolitana tentou separar ambos os lados do confronto com dois caminhões com canhões de água.
Tentando recuperar a iniciativa, Chávez falou em uma longa transmissão sobre os sucessos de sua administração enquanto pedia paz, mas as redes decidiram dividir a tela, mostrando a violência fora do palácio, com o áudio do discurso parecendo interrompido. Alguns minutos após o discurso, tiros foram ouvidos novamente e a marcha começou a se dispersar ligeiramente. Quando os manifestantes se aproximaram do Viaduto Llaguno, eles podiam ver Chavistas fortemente armados, alguns com pistolas. A polícia começou a dispersar os atiradores Chavista que revidaram, e poucos manifestantes começaram a seguir atrás deles com o som de tiros ouvidos nos veículos blindados da polícia, embora os manifestantes tenham fugido pouco depois à medida que a violência aumentava. De acordo com a equipe médica do Hospital Vargas, os primeiros a chegar ao hospital foram os manifestantes da oposição. Segundo os cirurgiões, os manifestantes haviam sido baleados nas costas com tiros de revólver enquanto fugiam e outros estavam gravemente feridos por tiros militares de 7.62×51mm NATO das espingardas Fal rifle, equipamento padrão da Guarda Nacional defendendo Chávez. Mais tarde, depois que a polícia respondeu aos tiros pró-Chávez, os apoiadores de Chávez começaram a ser vistos feridos nos hospitais. Como resultado dos confrontos, 19 pessoas morreram, a maioria entre 15h20 e 15h55, e mais de 150 ficaram feridas. A maioria dos mortos eram apoiadores de Chávez.
"Os assassinatos na manifestação anti-Chávez abalaram o país", informou o The New York Times em 20 de abril, "revivendo memórias dos eventos violentos de 1989, conhecidos como Caracazo, em que centenas foram mortas pelas forças do governo. Venezuelanos de todo o espectro político juraram que tal violência nunca mais aconteceria."

## Golpe

### Plano Ávila e insubordinação militar
Imediatamente após Chávez terminar sua transmissão às 17h25, ele trocou de roupa para seu uniforme militar e pegou seu rifle e pistola, preocupado com rebeldes entrando no palácio. Chávez acreditava que a melhor maneira de permanecer no poder era implementar o Plano Ávila. No entanto, mobilizar o exército para executar o plano era inconstitucional, já que apenas a Guarda Nacional tinha permissão para manter a ordem pública. Como o General Rosendo não atendeu anteriormente ao dia a ordem de Chávez para implementar o plano, Chávez foi diretamente ao General Jorge García Carneiro, um de seus generais mais confiáveis e ordenou que ele o fizesse. Ao contatar a base militar Fuerte Tiuna para emitir os comandos, ele foi rejeitado e informado de que um grupo de generais na base pretendia prender Chávez.
Pouco depois das 6:00 pm, espalhou-se no Forte Tiuna que Carneiro ainda buscava implementar o Plano Ávila. O chefe do exército, General Efraín Vásquez Velasco, estava reunido na Escola do Exército com outros oficiais preocupados com o uso da violência por Chávez, quando este ordenou ao General Carneiro, um dos subordinados de Vásquez Velasco, que prosseguisse com o Plano Ávila. Vásquez Velasco, que fundou o Escritório de Direitos Humanos do Exército Venezuelano, sabia que, se o plano fosse implementado, ele seria culpado, já que era o chefe do exército. Pouco depois, o General Vásquez Velasco soube que o General Carneiro não cumpriu suas ordens e estava enviando cerca de 20 tanques para Miraflores em apoio a Chávez. Vásquez Velasco chamou o comandante dos tanques ordenando que ele retornasse, com o comandante cumprindo a ordem do general. O General Vásquez Velasco então ordenou um bloqueio militar em todo o país, com movimentações militares exigindo documentação e aprovação por escrito, uma medida de Vásquez Velasco que visava evitar que tropas leais a Chávez suprimissem a marcha e também deter ataques rebeldes do exército contra Chávez. Vásquez Velasco então ordenou a prisão do General Carneiro, leal a Chávez, antes que ele pudesse prender os outros oficiais sob as ordens de Chávez, mas Carneiro obedeceu a Vásquez Velasco.
Às 6:30, líderes empresariais e trabalhistas retiraram seu apoio a Chávez e, às 6:45 pm, "o Chefe do Estado-Maior da Marinha, Vice-Almirante Hector Ramirez Perez e outros nove generais e almirantes que, desde julho, falavam sobre pressionar Chávez a mudar seus métodos decidiram se rebelar e tornar público", segundo The Miami Herald. "Até muitos oficiais militares que eram neutros em relação a Chávez foram persuadidos a se voltar contra o presidente após o massacre de quinta-feira", relatou mais tarde o The Chicago Tribune. "Em breve, coletivas de imprensa inundaram os meios de comunicação, pois dezenas de oficiais, mais de 50 no total, denunciaram o presidente."
Por volta das 7:30 pm, a Venevisión começou a transmitir sua versão dos eventos daquela tarde, mostrando os Chavistas atirando da Puente Llaguno, intercalados com imagens de manifestantes mortos ou feridos, afirmando que os Chavistas planejaram uma emboscada e atiraram em manifestantes da oposição desarmados. Isso mostrou ao General Vásquez Velasco e outros generais que Chávez havia ordenado aos Círculos Bolivarianos que atacassem os manifestantes da oposição. Os oficiais militares, incluindo o General Raúl Baduel, fundador do MBR-200 de Chávez, então decidiram que tinham que retirar o apoio a Chávez para evitar outro massacre e pouco depois, às 8:00 pm, Vásquez Velasco, junto com outros altos oficiais do exército, declarou que Chávez havia perdido seu apoio. Isso foi seguido pelos chefes da Força Aérea e da Marinha Venezuelanas, e Chávez perdeu o poder sobre o exército. Às 8:30 pm, Luis Miquilena, mentor de Chávez e uma figura respeitada em seu governo, sendo descrito como "o civil mais importante que apoiava o governo Chávez", retirou seu apoio a Chávez, declarando: "Declaro solenemente que é muito difícil que um governo dessa natureza possa contar com a possibilidade de ajuda da minha parte ... (o governo) acabou manchado de sangue". Após isso, Chávez também perdeu o apoio dos ramos legislativo e judicial que apoiavam Miquilena.
Enfurecidos com o massacre, mas "relutantes em realizar um golpe direto", segundo The New York Times, um grupo de oficiais militares que se autodenominava "Movimento pela Integridade e Dignidade das Forças Armadas Nacionais" exigiu na noite de quinta-feira que Chávez renunciasse. Em uma declaração, declararam que não tinham mais "reconhecimento" de Chávez, a quem acusavam de "trair a confiança do povo" e responsabilizavam pelas mortes de manifestantes pacíficos. A declaração foi lida em uma coletiva de imprensa pelo Vice-Almirante Hector Ramirez Perez, chefe do Estado-Maior da Marinha Venezuelana e presidente dos chefes conjuntos de pessoal, e assinada por vários outros oficiais, incluindo 10 altos oficiais do Exército, Marinha, Força Aérea e Guarda Nacional, mais tarde descritos pelo The New York Times como ocupando "principalmente postos administrativos". Outros signatários incluíram os chefes da paramilitar Guarda Nacional e "vários comandantes de nível intermediário baseados na capital". Talvez o membro mais proeminente deste grupo fosse o General Efraín Vásquez, Comandante em Chefe do Exército, que disse: "Sr. Presidente, fui leal até o fim, mas as mortes de hoje não podem ser toleradas." Ele também disse aos repórteres que nenhum golpe havia sido planejado antes de 11 de abril, mas que o massacre havia sido "demais e tivemos que agir". O vice-almirante da Marinha, Héctor Rafael Ramírez, concordou, dizendo: "Não podemos permitir que um tirano comande a República da Venezuela."
Às 10:20 da noite, o general da Guarda Nacional Luis Alberto Camacho Kairuz declarou na televisão que Chávez havia "abandonado" o seu cargo.[carece de fontes?] Por volta dessa hora, Chávez contemplou a ideia de cometer suicídio. Próximo da meia-noite, Fidel Castro ligou e aconselhou-o a não se matar e a se entregar ao exército. José Vicente Rangel mais tarde afirmou que "a chamada de Fidel foi decisiva para evitar a autoimolação. Foi o fator determinante. Seu conselho nos permitiu ver melhor na escuridão."

### Detenção de Chávez

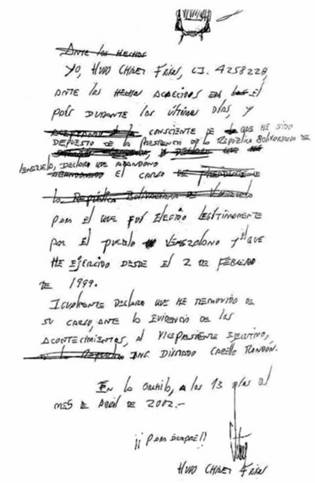
Alegada carta de renúncia de Chávez

Nas primeiras horas de 12 de abril, muitos exigiram a renúncia de Chávez. Com a perda de "quase todas... forças militares disponíveis para resistir ou se deslocar para outro lugar", Chávez pediu quatro condições para renunciar, incluindo que pudesse renunciar perante a Assembleia Nacional, com o poder passando constitucionalmente para o Vice-Presidente antes de novas eleições, que ele e sua família pudessem ir para Cuba, e que ele pudesse se dirigir à nação ao vivo na televisão. Vásquez e outros não concordaram com estas condições e enviaram dois generais para prender Chávez. Às 3 da manhã, com os conspiradores do golpe ameaçando bombardear o palácio de Miraflores se Chávez não renunciasse, Chávez telefonou ao chefe das forças armadas, General em Chefe Lucas Rincón, dizendo que o faria; este, por sua vez, informou-o de que a liderança militar estava dividida sobre se deviam ou não depô-lo. Dentro de vinte minutos, Rincón anunciou na televisão que Chávez fora solicitado a renunciar e aceitara.[carece de fontes?] Chávez mais tarde disse que disse a Rincón durante a chamada telefônica que "abandonaria" a presidência e que "deixou o palácio para negociar os termos sob os quais o faria", afirmando: "Estou pronto para ir, mas exijo respeito à constituição."
No palácio de Miraflores, de acordo com The Los Angeles Times, Chávez enviou Rincón, seu chefe de estado-maior militar, para se encontrar com os oficiais militares em Fuerte Tiuna que estavam pedindo sua renúncia. Rincón ligou para Chávez de Fuerte Tiuna para dizer que os oficiais estavam "brigando entre si" e insistindo em sua renúncia. Como The Chicago Tribune colocou, "comandantes militares de alto escalão", incapazes de conciliar "o espetáculo de um presidente fazendo guerra ao seu próprio povo", exigiram que Chávez se demitisse. Faced with this demand, Chávez "começou a trabalhar os telefones" e também convocou um clérigo, Monsenhor Baltazar Porras, para discutir "oração e perdão", seu propósito sendo "talvez tanto para buscar sua alma quanto para buscar uma saída para a crise". Porras, a quem Chávez já havia vilipendiado como um dos "demônios de saia" da igreja, disse que Chávez lhe havia "pedido pessoalmente perdão por tudo o que dissera sobre mim".
O general Vásquez ordenou que vários generais fossem a Miraflores e prendessem Chávez. Enquanto isso, de acordo com o Newsday, "membros do gabinete e guardas de honra sentavam-se sombrios no corredor fora da suíte de Chávez", esperando notícias. Pouco depois da meia-noite, a Ministra do Meio Ambiente Maria Elisa Osorio disse: "O presidente está sendo forçado a sair. Há um golpe." Diante da demanda de seus oficiais, Chávez supostamente recusou-se a renunciar, mas concordou em "abandonar suas funções", um procedimento previsto pela lei venezuelana, mas que precisaria ser ratificado pela Assembleia Nacional. Seguiram-se "horas de negociações" nas quais a "figura-chave" era o Comandante das Forças Armadas, o General Lucas Rincón Romero, que em nenhum momento durante a crise deixou claro onde estavam suas lealdades. Na manhã de sexta-feira, Rincón informou ao público que Chávez havia renunciado. Uma hora e meia depois, Carmona foi nomeado presidente do que deveria ser um governo de transição.
Na sexta-feira de manhã, uma "caravana fortemente vigiada" levou Chávez, que estava "vestindo seus tradicionais uniformes militares e boina vermelha", de Miraflores para a base do exército em Forte Tiuna. Na base, Chávez foi obrigado a tirar o uniforme e a boina e vestir roupas civis. (O Miami Herald observou que os oficiais das forças armadas há muito tempo se irritavam com seu hábito de usar um uniforme militar durante seu mandato). Lá ele encontrou-se com representantes da Igreja Católica Romana. "Por volta da metade da manhã de sexta-feira", relatou o Times, Chávez "parecia estar acabado". O exército afirmou, segundo o The Guardian, "que a agitação civil os forçou a pedir a renúncia de Chávez, o que ele deu verbalmente, pedindo para ser levado a Cuba". O governo cubano estava tentando arranjar para ele ir ao exílio em Cuba. No entanto, o pedido de Chávez para ser permitido exilar-se em Cuba foi logo rejeitado. O general do exército Román Fuemayor disse: "Ele tem que prestar contas ao seu país". Enquanto isso, segundo o Miami Herald, "Bernal, Vice-Presidente Diosdado Cabello e vários outros membros do gabinete de Chávez estavam tentando obter asilo político em embaixadas estrangeiras, incluindo as de Chile, Cuba, Iraque e Líbia". A polícia, alerta para relatos de que apoiadores de Chávez nas favelas de Caracas estavam distribuindo armas, começou a procurar armas em casas. Enquanto isso, Rincón, "em pleno uniforme", anunciou na televisão nacional por volta das 2 da manhã que o presidente havia renunciado.
Chávez seria levado para La Orchila, uma base militar fora da costa da Venezuela. Ele conseguiu enviar uma mensagem alegando que havia renunciado através de uma ligação telefônica para sua filha, que pôde falar primeiro com Fidel Castro e depois com a televisão cubana.[carece de fontes?]

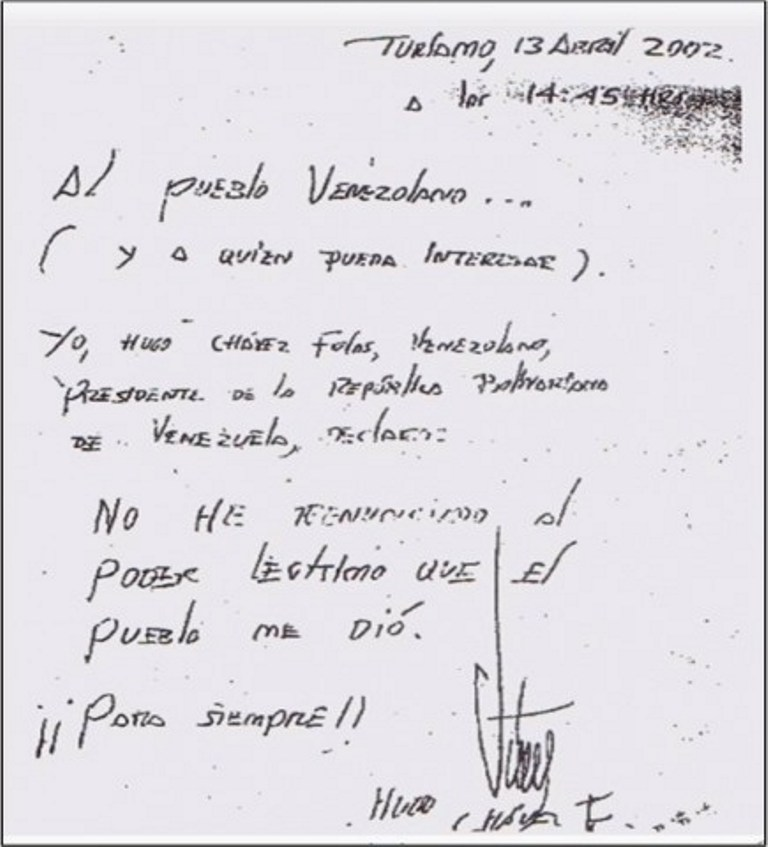
Carta de Chávez rejeitando sua renúncia

Após duas jovens promotoras militares entrevistarem Chávez em Forte Tiuna na sexta-feira de manhã sobre o massacre de 11 de abril. Chávez foi posteriormente voado à noite para a base naval de Turiamo, perto de Puerto Cabello, onde escreveu uma nota afirmando que não havia renunciado.[carece de fontes?]

### Presidência interina de Carmona
O empresário Pedro Carmona Estanga, presidente da Fedecámaras, foi instalado como Presidente interino após a detenção de Chávez. Carmona, descrito pelo Miami Herald como "presidente por um dia", disse ao jornal que sua aceitação daquela posição foi, na parafrase do Herald, "como um ato espontâneo de bravura, e não o resultado de uma conspiração de vários meses". "Eu não estava envolvido em nenhuma conspiração", disse Carmona. "Não posso aceitar qualquer conjectura ou novelas. Eu nego categoricamente."
O Chicago Tribune descreveu Carmona como "um empresário e economista de perfil discreto, com diplomas da Universidade Católica Andrés Bello de Caracas e da Universidade de Bruxelas", que "tem uma reputação internacional, tendo representado missões comerciais e diplomáticas venezuelanas no exterior". Descrevendo Carmona como "um economista erudito" que trabalhou com o Ministério das Relações Exteriores e "dirigiu várias associações comerciais", o The Washington Post afirmou que um dos motivos pelo qual ele foi escolhido como presidente interino "foi que ele era uma das poucas pessoas que não queriam o cargo". Uma das condições impostas pelos autores do golpe era que o presidente interino não poderia concorrer à presidência nas eleições alguns meses depois, e aqueles que realmente queriam o cargo a longo prazo, portanto, se retiraram da disputa pelo posto interino. Convidado a ser presidente por aqueles que depuseram Chávez, Carmona tornou-se nacionalmente proeminente como a principal figura na greve geral do mês de dezembro anterior. O The Miami Herald relatou que até mesmo Chávez descreveu Carmona como "direto e discreto – até que conspiradores o manipulassem".
Uma das primeiras mudanças que Carmona fez após sua posse foi alterar o nome oficial de seu país de volta para República da Venezuela, abandonando Bolivariana República da Venezuela, nome estabelecido pela Constituição de 1999. A notícia dessa mudança foi recebida com fortes aplausos pelos apoiadores do golpe em Miraflores. Edgar Paredes, chefe interino da Petróleos de Venezuela, anunciou que a Venezuela não venderia mais petróleo para Cuba. Além disso, o governo de Carmona revogou as 49 leis aprovadas no mês de novembro anterior que os líderes empresariais consideravam prejudiciais à economia. Enquanto isso, oficiais pró-Chávez no exército estavam sendo removidos de seus cargos ou designados para locais remotos.
Carmona emitiu um decreto, que ficou conhecido como Decreto Carmona, dissolvendo a Assembleia Nacional e o Tribunal Supremo de Justiça, que eram dominados por apoiadores de Chávez, e anulando a Constituição de 1999. O decreto declarou que as eleições parlamentares ocorreriam em dezembro de 2002, que novas eleições nacionais gerais ocorreriam dentro de um ano após a declaração do decreto, e que haveria um rascunho de uma reforma geral da constituição de 1999. O decreto também suspendeu o Procurador Geral, Controlador Geral, governadores estaduais e todos os prefeitos eleitos durante a administração Chávez. Ele também suspendeu o poder de outros ramos do governo e demitiu os indicados por Chávez, formando um novo conselho, cuja maioria dos 25 membros eram opositores de Chávez. Como mencionou um acadêmico e apoiador de Chávez. Carmona também reinstalou Guaicaipuro Lameda como chefe da PDVSA. A gestão da PDVSA rapidamente anunciou o fim das exportações de petróleo para Cuba, e declarou que aumentaria a produção[carece de fontes?]
A remoção de tais funcionários foi controversa, com um membro da coalizão de oposição afirmando que "Em retrospecto, foi a coisa mais idiota que poderia ter sido feita, (...) mas tínhamos acabado de sair de uma emboscada e estávamos expressando nosso desgosto pelas pessoas que ocupavam esses cargos, então todos aplaudiram a dissolução." "A maneira como o governo provisório abandonou a constituição provocou uma reação muito forte – foi um grande erro", disse o deputado Felipe Mujica, membro de um partido socialista que se separou de Chávez, mas foi excluído do novo governo. "Isso, e a maneira como estavam perseguindo seus aliados políticos, prendendo-os, criou a impressão de que esse não era o caminho certo." Tais ações fragmentaram a ampla coalizão de oposição que apoiava o golpe, com muitos vendo isso como "o triunfo de uma pequena elite oligárquica". "Carmona realmente foi colocado em uma armadilha", disse Anibal Romero, professor venezuelano de ciência política, ao The Los Angeles Times. "Ele não poderia deixar a Assembleia Nacional no poder e governar o país, porque estava cheia de apoiadores de Chávez
Também foi relatado que havia uma considerável competição dentro da coalizão. "Havia muito mais pessoas com aspirações do que espaço para acomodá-las, e todos pareciam prontos para abandonar o barco quando sentiam que estavam sendo excluídos", disse Janet Kelly, comentarista política venezuelana. A colunista Patricia Poleo do jornal de Caracas El Nuevo Pais juntou-se a vários funcionários do governo ao sugerir mais tarde que, durante o mandato de Carmona, Isaac Perez Recao, membro de uma família que possuía uma participação majoritária em uma empresa chamada Venoco, subsidiária da qual Carmona era diretor, teria sido um financiador chave do golpe e estaria agindo nos bastidores. "Ele imediatamente se cercou de pessoas que evocavam medo na Venezuela", reclamou um oficial sobre Carmona. "Obviamente, esse golpe foi muito mal coordenado. Pegou a oposição democrática de surpresa." O The Miami Herald informou que "políticos moderados reclamaram que Carmona, um empresário centrista, havia sido 'sequestrado' por direitistas".
Falando posteriormente sobre sua presidência de um dia, Carmona disse ao The Miami Herald que tinha sido "mal compreendido porque... a oposição perdeu muito tempo formando um gabinete e nomeando o alto comando militar", enquanto se o golpe tivesse "sido planejado com antecedência, essas decisões-chave já teriam sido tomadas". Ele lamentou não ter enfatizado seu plano de nomear "um conselho representativo de 35 membros para ajudá-lo a governar a nação" e realizar eleições para a assembleia em 90 dias e uma eleição presidencial (na qual ele não concorreria) em dezembro. Ele disse que suspendeu a assembleia "porque o novo governo nunca teria alcançado seus objetivos com um congresso tão inclinado a favorecer um partido". "Não houve rebelião ou golpe", disse Carmona ao The New York Times após o contra-golpe. "Houve simplesmente um vácuo de poder que surgiu depois que os militares anunciaram a renúncia do presidente." Carmona disse que aceitou a presidência interina porque foi informado por oficiais militares de que Chávez havia renunciado. "Fui chamado por eles para desempenhar esse papel", disse ele. "Fui chamado por oficiais e outros para assumir. E tive a coragem de dar esse passo." Ele disse ao The Guardian que assumia "total responsabilidade" pelas ações que tomou, enfatizando que "não houve premeditação, nenhuma conspiração" por trás do golpe e de sua elevação à presidência. Ele disse que após a marcha de 11 de abril em Miraflores, alguém (que ele não quis nomear) lhe telefonou dizendo que Chávez havia renunciado e lhe ofereceu a presidência. "Tudo aconteceu tão rápido que erros foram cometidos", disse Carmona. "Se eu pudesse voltar no tempo, teria um triunvirato, o poder seria compartilhado – mas tudo foi tão rápido." Quando perguntado se havia sido "usado pelos militares", ele respondeu: "Pode ter havido pessoas que me usaram, você nunca sabe o que está acontecendo por baixo dos panos", mas insistiu que ele "agiu puramente no interesse superior do país". Um diplomata ocidental disse ao The Miami Herald que durante a breve presidência de Carmona "todos diziam que ele era um ótimo cara, profissional, reto, ético", mas que depois de sua destituição "todos apontavam o dedo para ele por ser um bobo". O próprio Carmona disse ao Herald que permaneceria como "ativista cívico", mas deixaria a política: "Nunca fui político; esse não é o meu mundo", disse Carmona. "Quanto à Venezuela, continuaremos a luta."
Além dos erros de Carmona, seus parceiros da coalizão cometeram vários equívocos. O primeiro foi recusar a deixar Chávez deixar o país, como ele pediu, e em troca do qual ele prometeu, na quinta-feira, renunciar oficialmente. Este pedido não foi atendido porque os membros mais radicais da coalizão queriam processar Chávez pelos assassinatos fora de Miraflores. Foi a recusa de Chávez em renunciar que finalmente dividiu a coalizão de oposição. Além disso, os golpistas foram criticados por invadir as casas de alguns apoiadores de Chávez, incluindo Tarek William Saab, presidente do Comitê de Relações Exteriores do congresso, e Ramón Rodríguez Chacín, Ministro do Interior e Justiça.

### Protestos pró-Chávez e restauração

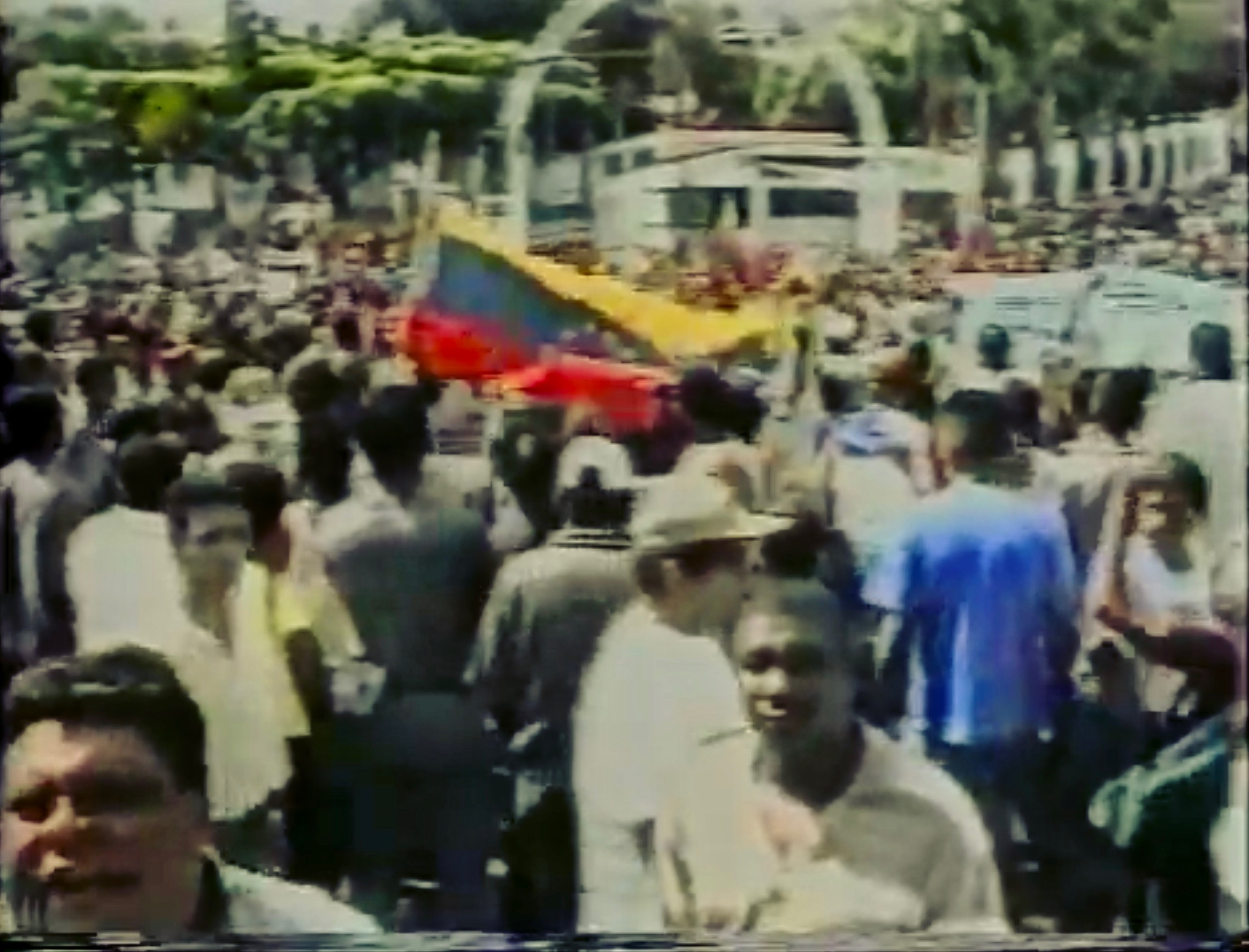
Leais chavistas se reuniram do lado de fora do Palácio de Miraflores após ouvir que Chávez não havia renunciado à presidência.

Motivados pela notícia de que Chávez não havia renunciado, a instalação de Carmona como presidente gerou protestos dos Círculos Bolivarianos em apoio a Chávez, que foram reprimidos pela Polícia Metropolitana. Baduel contatou o chefe da Guarda Presidencial, que permaneceu leal a Chávez, e disse-lhe "é agora ou nunca". No final da manhã de 13 de abril, a Guarda Presidencial entrou no palácio a partir de seus quartéis através de túneis e retomou o palácio. Como Chávez estava sendo mantido em um local secreto, a presidência foi assumida por várias horas pelo Vice-Presidente Diosdado Cabello até Chávez ser reinstalado.[carece de fontes?]

### Papel da mídia
Com a crescente desaprovação de Chávez em 2001 e constantes confrontos com ele, a mídia venezuelana, que inicialmente aprovou e apoiou Chávez, virou-se contra ele, o que acelerou sua perda de popularidade. Devido às crescentes interrupções do governo de Chávez na televisão com suas cadenas, que eram vistas como "uma tentativa evidente de bloquear a cobertura independente da notícia da greve", as organizações de mídia concordaram, em 9 de abril, em criar um efeito de tela dividida para cadenas que não envolvessem o presidente, permitindo cobertura total apenas ao presidente como cortesia. Poucas horas após a reunião, ocorreu a primeira cobertura de cadena com tela dividida, cobrindo um discurso do ministro do trabalho. As organizações de mídia também sentiram pressão do governo, já que unidades DISIP e da Guarda Nacional foram vistas perto de suas torres de comunicação, planejando cortar transmissões da mídia.
Numa reunião em 10 de abril envolvendo representantes da mídia, o Vice-Presidente Diosdado Cabello e o Ministro da Defesa Rangel, o governo venezuelano culpou a mídia pelas manifestações anti-governo, com Cabello afirmando que a mídia seria "responsável pelo sangue que seria derramado"; o presidente da Globovisión rejeitou isso, dizendo que o governo venezuelano havia convocado apoiadores de Chávez para confrontar marchas da oposição perto de Miraflores. O uso da tela dividida para a cadena também foi criticado por Rangel, embora os proprietários da mídia tenham dito que o efeito continuaria a ser implementado.
No início do golpe, Venezolana de Televisión (VTV), o canal de televisão estatal, viu seus trabalhadores saírem em massa, temendo por suas vidas já que acreditavam que eram alvos, como no sangrento golpe de 1992 liderado por Chávez.
Às 15:45, Chávez convocou outra cadena, embora possivelmente pré-gravada para distrair os venezuelanos, já que oficiais do governo relataram que Chávez estava falando com eles durante a transmissão. Chávez falou por noventa minutos sobre os sucessos de seu governo e pediu paz. Com as redes preocupadas que a história estava sendo feita e que Chávez estava tentando bloquear um massacre governamental, meia hora após a cadena, as redes decidiram dividir a tela novamente, mostrando a violência fora do palácio, com o áudio da cadena parecendo interrompido. O vídeo também parecia pré-gravado quando Chávez pediu que as redes fossem desconectadas devido a ações realizadas em 9 de abril e não no dia atual. Pouco depois de Chávez ordenar que as redes fossem retiradas do ar, elas foram desconectadas. No entanto, um único engenheiro enganou os membros da DISIP e da Guarda Nacional, fazendo-os pensar que ele havia cortado toda a transmissão, embora as redes continuassem a transmitir via satélite para cabo, satélite e através de outros meios.
Estações de televisão privadas compartilharam um vídeo de chavistas pró-governo supostamente atirando em manifestantes. Embora permaneça incerto quem foi responsável pelas mortes (veja abaixo), a mídia transmitiu as imagens.
Em 13 de abril, a mídia se encontrou com Carmona no Miraflores e denunciou sua decisão de dissolver a Assembleia Nacional e prender apoiadores de Chávez. Tal oposição às ações de Carmona resultou em seu Ministro da Defesa, Almirante Hector Ramirez Perez, afirmando que a mídia estava "oposta" ao governo interino de Carmona. O Ministro da Defesa de Carmona também pediu à mídia que parasse de relatar a violência para não provocar mais ações violentas. O chefe da Globovisión teria ligado para a CNN em Atlanta "para solicitar que a rede dos EUA se juntasse ao apagão." A mídia televisiva venezuelana falhou em transmitir notícias sobre os apoiadores de Chávez retomando o palácio Miraflores; as quatro principais redes de televisão pararam de fornecer relatórios de notícias completamente. O St. Petersburg Times relatou que "RCTV estava mostrando desenhos da Walt Disney. A Venevisión exibiu uma maratona de filmes de Hollywood durante todo o dia: Lorenzo's Oil, Nell e Pretty Woman. Outra estação, Televen, disse a seus espectadores 'para ficarem dentro de casa', os tratando com beisebol e novelas. Globovisión, a principal estação de notícias 24 horas do país e afiliada da CNN, passou grande parte do dia retransmitindo imagens otimistas da queda de Chávez. Um locutor repetidamente alertou os espectadores, 'Estamos vivendo em tempos de mudança política' enquanto também instava os espectadores a permanecerem "prudentes" e não espalhar "alarmes falsos" ou "rumores". De acordo com a mídia, tais ações foram realizadas por razões de segurança, pois havia ameaças contra as organizações de mídia. Dois dos três principais jornais, El Universal e El Nacional, cancelaram suas edições de domingo, por razões de segurança. O terceiro grande jornal, Últimas Noticias, imprimiu uma edição limitada de domingo refletindo com precisão os eventos; alguns tabloides e estações de televisão regionais também cobriram as notícias. Os apoiadores de Chávez em 13 de abril também estavam criando uma atmosfera intimidadora, atacando os escritórios da RCTV, quebrando janelas e gritando "O palácio está em nossas mãos, por que vocês não estão mostrando isso?". Por volta das 8 horas da noite em 13 de abril, o governo reinstalado informou o povo da situação, através dos canais de televisão estatais. Em 18 de abril, o presidente da Globovisión, Alberto Ravell, "pediu perdão 'a qualquer espectador que sinta que falhamos com ele naquele dia'", declarando ainda que "Sacrificando nossa credibilidade (...) e liberdade de expressão, decidimos não transmitir imagens de violência e saques."

## Consequências

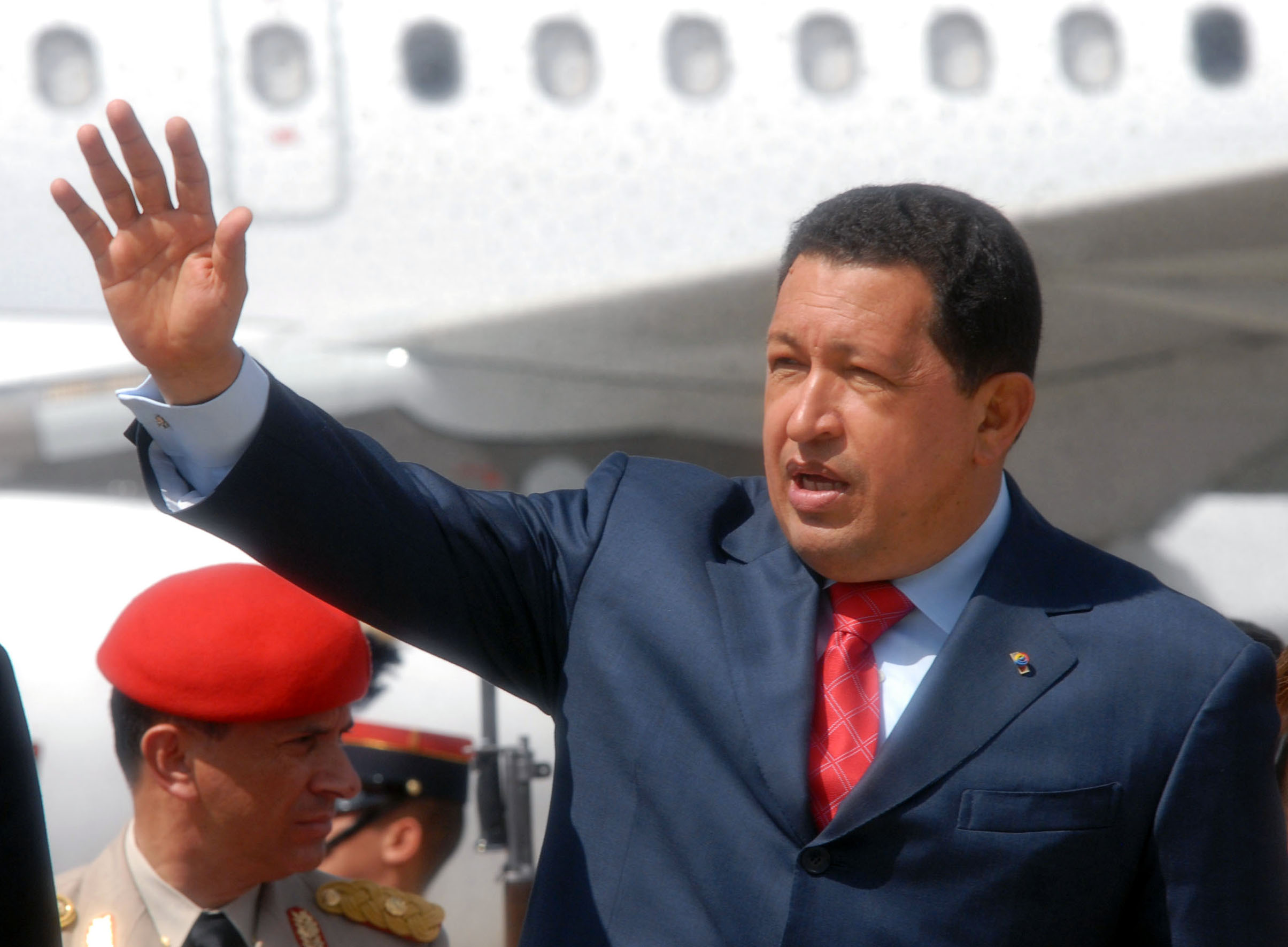
Presidente Venezuelano Hugo Chávez em 2005

Quando o Conselho Permanente da Organização dos Estados Americanos (OEA) se reuniu em 13 de abril, o golpe estava efetivamente encerrado, e em 14 de abril os Estados Unidos se juntaram a outros membros da OEA condenando o golpe e enviando o Secretário Geral da OEA em uma missão diplomática e de averiguação. A OEA subsequentemente estabeleceu um processo de diálogo "mesa", como havia feito no Peru após as eleições de maio de 2000. A pedido de Chávez, o Centro Carter e o PNUD também estiveram envolvidos. Para facilitar a participação neste processo, a oposição criou a Coordinadora Democrática (CD). A CD ajudou a organizar a greve geral de 2002-03 posteriormente. Após o término da greve em fevereiro de 2003, a CD se envolveu mais no processo da mesa e defendeu um referendo revogatório vinculativo, que foi finalmente acordado em 23 de maio de 2003. Eventualmente, a CD rejeitou o resultado do referendo revogatório de 2004, que anunciou que Chávez não seria revogado, alegando fraude.
Em 15 de janeiro de 2004, durante um discurso perante a Assembleia Nacional, Chávez admitiria posteriormente que provocou deliberadamente uma crise com suas ações, declarando que "o que aconteceu com a PDVSA era necessário" e "quando peguei o apito em um Aló Presidente e comecei a demitir pessoas, estava provocando a crise".

### Reações

#### Domésticas
Na manhã seguinte ao golpe, os opositores de Chávez encheram as ruas de Caracas, "buzinando e agitando o ouro, azul e vermelho da bandeira venezuelana", segundo o The New York Times. Uma manchete em El Universal dizia "Acabou!" Oscar Garcia Mendoza, presidente do grande banco Venezolano de Creditor, publicou um "enorme anúncio de jornal" celebrando a saída de Chávez, que, segundo ele, "melhoraria substancialmente a sociedade venezuelana". "Este é o dia que os venezuelanos esperavam", disse Luis Vicente Leon, chefe de uma empresa de pesquisa de opinião em Caracas. "A situação na Venezuela mudou da noite para o dia, não apenas politicamente, mas também economicamente." Cerca de 500 manifestantes se reuniram do lado de fora da embaixada cubana em Caracas exigindo o fim das relações diplomáticas. Os manifestantes cortaram os cabos de utilidades da missão, furaram pneus e quebraram os pára-brisas de três carros com placas diplomáticas. Embora o embaixador cubano tenha dito a um oficial venezuelano que ele não estava abrigando venezuelanos, ele não permitiu que o prédio fosse revistado.

#### Internacionais
Uma reunião do Grupo do Rio de governos latino-americanos na Costa Rica, ocorrendo logo após o golpe, adotou uma resolução condenando a "interrupção da ordem constitucional na Venezuela", e solicitando uma reunião da Organização dos Estados Americanos (OEA); apenas Francisco Flores de El Salvador disse que reconheceria o governo Carmona.
O governo dos Estados Unidos culpou os eventos nas ações do governo Chávez e disse que Chávez havia renunciado à presidência, demitido seu gabinete e que as forças de segurança sob seu comando dispararam contra manifestantes desarmados. Com a notícia do retorno de Chávez, Condoleezza Rice, Conselheira de Segurança Nacional do Presidente dos EUA George W. Bush, disse: "Esperamos que Chávez reconheça que o mundo inteiro está observando e que aproveite esta oportunidade para corrigir seu próprio caminho, que tem estado, francamente, na direção errada há muito tempo." Bush negou qualquer envolvimento do governo dos EUA na tentativa de golpe e pediu a Chávez que "aprendesse uma lição" com isso.
O presidente cubano Fidel Castro mais tarde confirmou que após o golpe seu governo havia "entrado em contato com os embaixadores de 21 países em uma tentativa de conseguir um avião para a Venezuela para resgatar Chávez."
No Chile, os jornais divulgaram informações logo após a tentativa de golpe mostrando o "desconforto" do governo chileno com o retorno de Chávez ao poder, com o Presidente Ricardo Lagos responsabilizando Chávez pela crise política na Venezuela. O Presidente Lagos posteriormente esclareceu que suas declarações eram para dizer à Venezuela para evitar a polarização e que o Chile se opõe à "interrupção da ordem institucional".

#### Organizações
Don McKay da Fundação Canadense das Américas mostrou-se preocupado com o golpe, dizendo: "Esta é a primeira vez em uma década que os militares assumiram o poder na América Latina. Isso é muito preocupante... Este será um caso de teste para ver se a cláusula de democracia da OEA tem algum valor." O Ministro das Relações Exteriores de Cuba, Felipe Pérez Roque, disse que aos olhos de seu país Chávez ainda era presidente, e o diário do Partido Comunista de Cuba, Granma, escreveu que Chávez havia sido "derrubado em uma conspiração pelas classes ricas do país, políticos corruptos e a mídia".
Em 13 de abril, os editores do The New York Times aplaudiram o que descreveram como a renúncia de Chávez, chamando-o de "demagogo destrutivo" e comemorando o fato de que "a democracia venezuelana [não estava] mais ameaçada por um ditador em potencial". Os editores do Times também escreveram admirando a instalação de Carmona como presidente, descrevendo-o como um "respeitado líder empresarial". Além disso, o Times parabenizou o governo dos EUA por sua sabedoria em "nunca [ter] demonizado publicamente o Sr. Chávez, negando-lhe o papel de mártir nacionalista", e em ficar fora do golpe, que o Times caracterizou como "um assunto puramente venezuelano".